# Hugo Sperrle
Hugo Sperrle, né le 7 février 1885 à Ludwigsbourg et mort le 2 avril 1953 à Munich, est un feld-maréchal allemand de la Luftwaffe pendant la Seconde Guerre mondiale.

## Biographie
Il s'enrôle en 1903 dans l'armée dans le 126e régiment d'infanterie en tant que Fahnenjunker et est transféré au service d'aviation de l'armée allemande au début de la Première Guerre mondiale, agissant comme observateur jusqu'à la fin de la guerre.
Sperrle se joint aux Freikorps à la fin de la guerre, après avoir quitté le service de l'aviation.
En 1935, il entre dans la Luftwaffe, nouvellement créée, et y devient commandant de la légion Condor pendant la guerre civile espagnole, au titre de Generalleutnant. 
Lui et Wolfram von Richthofen, son chef d'état-major, se rendent responsables du Bombardement de Guernica. Ils ne furent jamais jugés pour ce crime de guerre.
Il dirige la Luftflotte 3 allemande contre la France en mai et juin 1940. En juillet 1940, il est élevé au rang de Generalfeldmarschall de la Luftwaffe. Sperrle conseille la destruction de la Royal Air Force britannique pour garantir la réussite de l'invasion de l'Angleterre. La Luftflotte 3, stationnée dans le nord de la France, joue un rôle majeur dans la bataille d'Angleterre, de juin 1940 jusqu'en avril 1941.
Le Generalfeldmarschall Sperrle est capturé par les Alliés et est accusé de crimes de guerre au procès du Haut Commandement militaire à Nuremberg. Il est acquitté par la cour d'appel de Munich en juin 1949. Sperrle se retire dans le village de Thaining, près de Landsberg am Lech. Il meurt le 2 avril 1953 dans un hôpital de Munich où il est opéré d'un cancer colorectal . D'abord enterré à Thaining à l'initiative de l'Amicale des décorés de la Croix de Fer, sa sépulture définitive est à Schwabstadl, non loin de l'aérodrome de Lechfeld.

## Dates de promotions
- Fähnrich - 25 février 1904
- Leutnant - 18 octobre 1904
- Oberleutnant - 18 octobre 1912
- Hauptmann - 28 novembre 1914
- Major - 1er octobre 1926
- Oberstleutnant - 1er février 1931
- Oberst - 1er août 1933
- Generalmajor - 1er octobre 1935
- Generalleutnant - 1er avril 1937
- General der Flieger - 1er novembre 1937
- Generalfeldmarschall - 19 juillet 1940

## Décorations

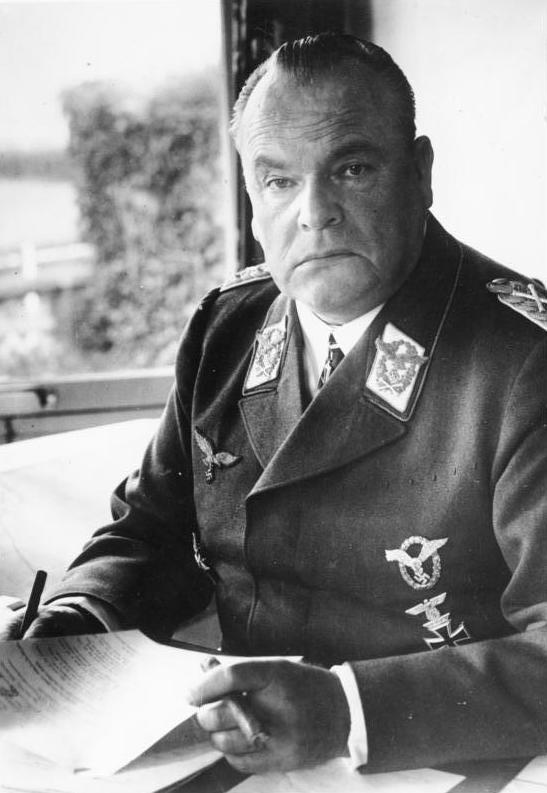
Hugo Sperrle en 1941

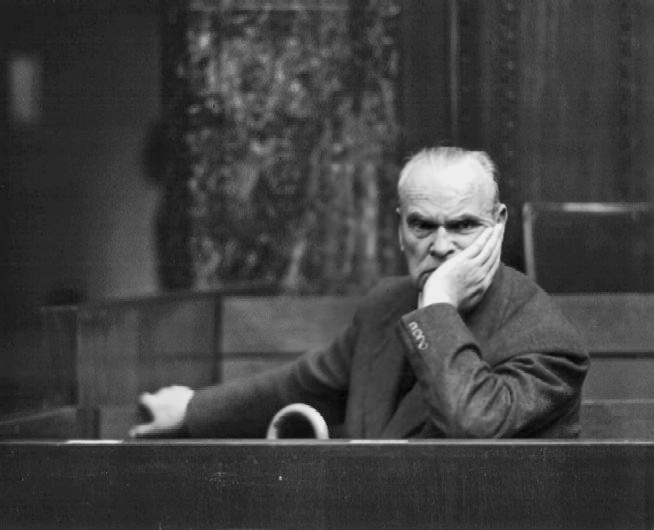
Hugo Sperrle au procès de Nuremberg

- Croix de chevalier de l'ordre de la Maison de Hohenzollern avec épées (31 mars 1917)
- Croix de fer (1914) 2e et 1re Classe
- Croix de Chevalier 2e Classe de l'Ordre Grand-Ducal-Baden du Lion de Zähringen avec feuilles de chêne et épées  (18 mai 1915)
- Croix de Chevalier de l'Ordre du mérite militaire de Württemberg (21 juin 1915)
- Croix de chevalier de l'Ordre de Frédéric 1re Classe avec Glaives (21 juin 1917)
- Preussisches Ehrenkreuz III. Klasse mit Krone und Schwertern
- Kgl. Preuss. Flugzeugführer-Abzeichen
- Kgl. Preuss Flieger Erinnerungs-Abzeichen
- Croix d'honneur
- Médaille de service de longue durée de la Wehrmacht 4e à 1re Classe
- Médaille de la campagne 1936-1939 (Medalla de la Campana de Espana)
- Croix de guerre d'Espagne (Cruz de Guerra de Espana)
- Kgl. Spanische Flugzeugführer-Abzeichen
- Médaille militaire (Espagne) Individuel d'Espagne avec Diamants
- Insigne de pilote-observateur en Or avec Diamants (19 novembre 1937)
- Croix d'Espagne en Or avec Diamants (4 juin 1939)
- Agrafe de la Croix de Fer (1939) 2e à 1re Classe
- Croix de chevalier de la Croix de fer (17 mai 1940) en tant que General der Flieger et chef de la Luftflotte 3
- Mentionné dans le bulletin quotidien radiophonique de l'armée: Wehrmachtbericht du 5 octobre 1940, 15 novembre 1940, 20 novembre 1940, 9 avril 1941, 13 février 1942 et 15 février 1942